# Svartgölen (Västra Ryds socken, Östergötland)
Svartgölen är en sjö i Ydre kommun i Östergötland och ingår i Emåns huvudavrinningsområde.